# Ferdinand Bertram (Admiral)
Ferdinand Bertram (* 26. April 1868 in Wiesbaden; † 13. Oktober 1941 in Berlin) war ein deutscher Konteradmiral der Kaiserlichen Marine.

## Leben
Friedrich Bertram trat am 11. April 1885 in die Kaiserliche Marine ein, erhielt in der Folge eine Ausbildung zum Seeoffizier und wurde am 13. April 1886 Seekadett. Es folgten weitere Kommandierungen und er erhielt am 16. Oktober 1889 das Patent als Unterleutnant zur See mit RDA vom 18. Mai 1888.
Ab dem 11. Januar 1891 war er als Wachoffizier bis 31. März 1891 auf der Bayern. Vom 1. April 1891 bis 13. Juni 1891 war er zur Verfügung der I. Marineinspektion gesetzt. Es folgte mit dem Dampfer Nürnberg bis 16. August 1891 seine Ausreise in die Südsee. Hier wurde er Wachoffizier auf der Sperber. Am 21. Dezember 1891 wurde er Leutnant zur See. Bis 12. Mai 1893 blieb er auf der Sperber, trat dann bis 30. Oktober 1893 die Heimreise nach Deutschland an und war zu dieser Zeit zur Verfügung des Chefs der Marinestation der Ostsee. Vom 31. Oktober 1893 bis 28. April 1894 war er als Wachoffizier auf der Wörth, kam dann bis 5. September 1894 in gleicher Funktion auf die Kurfürst Friedrich Wilhelm und bis 30. September 1896 auf die Württemberg. Er wurde dann bis 31. März 1898 als Kompanieoffizier, Adjutant und Kompanieführer bei der I. Matrosen-Artillerie-Abteilung eingesetzt. Als Erster Offizier auf die Schwalbe kommandiert kam er nach Afrika. Vom 14. Juli 1900 bis 29. September 1900 befand er sich auf der Rückreise von Afrika nach Deutschland und wurde hier bis 29. September 1902 Adjutant der Schiffsprüfungskommission. Als Erster Offizier diente er vom 30. September 1902 bis 29. Juli 1903 auf der Hildebrand, dann bis 17. September 1903 auf der Heimdall und bis 30. September 1904 auf der Prinz Heinrich. Am 12. April 1904 war er zum Kapitänleutnant und bereits am 26. April 1904 zum Korvettenkapitän befördert worden. Als Dezernent war er anschließend bis 30. September 1907 in dem Nautischen Departement im Reichsmarineamt.
Vom 1. Oktober 1907 bis 18. September 1908 war er Kommandant der München, übernahm am 22. September 1908 für ein Jahr bis zu zwischenzeitlichen Außerdienststellung am 15. September 1909 die Frithjof und wurde in dieser Position am 13. Oktober 1908 zum Fregattenkapitän befördert. Ab dem 16. September war er bis 30. September 1911 Mitglied und Referent der Schiffsprüfungskommission. Am 27. Januar 1910 war er zum Kapitän zur See befördert worden. Vom 1. Oktober 1911 bis 1. August 1914 war er Kommandeur der Schiffsartillerieschule und war während der Zeit zugleich Kommandant von unterschiedlichen Schiffen. So war er ab Oktober 1911 bis zur zwischenzeitlichen Außerdienststellung im Oktober 1912 Kommandant der Prinz Heinrich. Vom 1. November 1912 bis 1. August 1914 war er Kommandant der Prinz Adalbert. Am 8. August 1914 wurde er Kommandant des Artillerieschulschiffs Kaiserin Augusta und blieb in dieser Position bis 28. November 1914. Mit der erneuten Indienststellung am 28. November 1914 bis 2. April 1915 war er Kommandant der Fürst Bismarck, welche anfangs noch für den Küstenschutz eingesetzt und später Schulschiff wurde. Von April bis Juli 1915 war er Kommandant der Wörth und übernahm von August bis 18. November des gleichen Jahres die Zähringer.
Ab 20. November 1915 war er bis 18. Januar 1917 Vorstand der Marinewerft in Libau und wurde durch den Kapitän zur See Max Lans abgelöst. Im Januar 1916 war er kurz nebenamtlich mit der Wahrnehmung der Geschäfte als Kommandant der Zähringer beauftragt und wurde am 25. November 1916 mit dem Charakter als Konteradmiral ausgezeichnet. Ab dem 19. Januar 1917 war er zur Verfügung des Chefs der Marinestation der Ostsee gesetzt und wurde am 10. März 1917 zur Disposition gestellt.